# Federico Garofalo
Federico Garofalo (Foggia, 1º maggio 1924 – Foggia, 10 luglio 2000) è stato un pianista e compositore italiano.

## Biografia
Insegnante di scuola elementare, pianista-compositore era conosciuto nell'ambiente foggiano e nazionale come “Il Maestro Rico Garofalo”.
Nasce a Foggia il 1º maggio 1924, proveniente da famiglia di cultori di musica, suo padre Ferdinando suonava il violino, studiò pianoforte con la prof.ssa Consagro sin dalla tenera età.
Nel 1943 suona per gli americani e subito dopo nasce l'Orchestra Internazionale Parker's Boys,
il quale iniziò a dirigere tanto da essere eletto miglior Complesso Orchestrale del Mezzogiorno
esibendosi a Viareggio, Taormina, Messina ed altre località turistiche.
Rico Garofalo ha fatto parte anche dell'Orchestra Golden Gate e K-13.
Nel maggio del 1960 prepara e dirige un saggio corale polifonico di 600 scolari esibendosi nella tribuna del campo Sportivo Comunale di Foggia Pino Zaccheria davanti alle massime autorità della Provincia e della città di Foggia e del Presidente del Consiglio di Stato.
Compositore di 249 canzoni italiane, di cui 42 folkloristiche di Foggia.
Nel 1968 fu prescelto dalla RCA di Roma quale pianista-concertatore di fiducia per la ricerca di nuovi talenti canori nella provincia di Foggia, per presentarli poi,
a trasmissioni televisive e radiofoniche Nazionali. Vincitore di Concorsi Nazionali e Rassegne Nazionali della Canzone realizzati a Roma in collaborazione della RAI TV; più di una canzone fu selezionata per essere inclusa nel repertorio di musica leggera della RAI. Richiesto come ospite in diverse trasmissioni televisive in onda sulla RAI TV e in tantissime trasmissioni di emittenti locali e regionali; Gli fu anche riconosciuto l'attestato di Commissario Fisarmonicisti e gli fu conferito l'onorificenza di Cavaliere.
Dal 1966 al 1989 ha suonato a Pugnochiuso, nota località del Gargano, esibendosi al fianco di noti artisti del cinema e dello spettacolo e successivamente fino al 1999 a Vieste;
Primo maestro di musica di Renzo Arbore.
In data 7 febbraio 2011 l'Amministrazione Comunale ha inaugurato una strada della città di Foggia
intitolandola al Musicista Rico Garofalo, alla presenza delle autorità, familiari, amici e dal suo
illustre allievo, lo show-man Renzo Arbore il quale ha esordito dicendo:”Ciò che sono oggi lo devo
al Maestro Rico GAROFALO”
In data 7 marzo 2013 l'Istituto Comprensivo Scuola Primaria Edmondo De Amicis di Foggia ha inaugurato il laboratorio musicale intitolando l'aula al maestro Rico Garofalo il quale ha insegnato presso l'Istituto De Amicis per tanti anni, lasciando valori di profonda umanità e di grande professionalità. Memorabile fu l'esibizione del coro di 600 voci bianche composta dagli alunni dell'Istituto De Amicis, sistemati nella tribuna dello stadio Zaccheria di Foggia, magistralmente preparato e diretto dal Maestro Rico Garofalo.

## Le orchestre
- Parker's Boys
- Golden Gate
- K-13

## Discografia
- La canzone di Padre Pio (musica di Rico Garofalo, parole di Gino Scauzillo - Opervorks)
- Nun tardà (Musica di Rico Garofalo, parole di Gino Scauzillo, canta Lino Locampo con il complesso Fred Rico e i Parker's Boys - Emg)
- Marinella (Musica di Rico Garofalo, parole di Gino Scauzillo, canta Lino Locampo con il complesso Fred e i Parker's Boys - Emg)
- Notte stellata (R. Garofalo, L. Verde, canta Lino Verde con il complesso Fred e i Parker's Boys - Emg)
- Treno (Musica di Rico Garofalo, parole di Gino Scauzillo, canta Lino Locampo con il complesso Golden Gate - Emg)
- Love twist (Musica di Garofalo Federico e De Stefano Ottavio, parole di Alessi Carmelo - Euterpe)
- Ciao Cenerentola (Musica di Garofalo Federico e De Stefano Ottavio, parole di Martino Luigi, editore Casanova 70)
- Sole sole sole (Musica di Garofalo Federico e De Stefano, parole di Martino Luigi - Casanova 70)
- Vieste sei bella (Garofalo, De Biagi, Castiglia, Friggeri - City record)
- Un'estate a Pugnochiuso - al pianoforte Rico Garofalo, presentazione Luciano Tripodi (Ciry record) musicassetta
- L'inno del Foggia (Musica di Garofalo Federico, parole di Gino Scauzillo, arrangiamenti e missaggio Angelo Palazzo, Registrazione Max Dream Studio)